# Ammortamento all'italiana
L'ammortamento con quote capitali costanti (ammortamento italiano) prevede che  ciascuna quota di ammortamento (supposto che le rate siano equintervallate ed n sia il numero di periodi previsti per l'ammortamento) sia costante e pagata in via posticipata.
In particolare si parla di ammortamento italiano quando sia le quote capitali sia gli interessi sono posticipati.
Le quote di ammortamento sono date dalla formula seguente:
{\displaystyle C_{k}={\frac {S}{n}}}   con k = 1, 2, ..., n.   e con S = Capitale mutuato
Essendo quindi la quota capitale una costante ne deriva che si possono scrivere direttamente le formule per ciascuna delle voci del piano di ammortamento:
{\displaystyle D_{k}=D_{k-1}-C_{k}={\frac {n-k}{n}}S}
{\displaystyle I_{k}=D_{k-1}i=(n-k+1){\frac {S}{n}}i}
{\displaystyle R_{k}=I_{k}+C_{k}=(n-k+1){\frac {S}{n}}i+{\frac {S}{n}}}.
Si noti che gli istituti di credito utilizzano lo stesso tasso capitale {\displaystyle i} per tutta la durata del mutuo ({\displaystyle i} è una costante, che non dipende da {\displaystyle t}). Quindi, capitalizzano gli interessi per l'intera durata {\displaystyle T} anziché per la vita residua del mutuo {\displaystyle T-t}. Il mutuatario paga l'interesse sul residuo di capitale, ma non sul residuo di durata del mutuo.
Salvo diversi oneri notarili o penali, il cliente potrebbe utilizzare un nuovo mutuo di importo pari al debito residuo e chiudere il precedente, in modo da beneficiare di un interesse riferito a un periodo di tempo più breve, alla durata rimanente del mutuo, e quindi più basso.
Ad esempio, per un mutuo di 20 anni, potrebbe dopo 5 anni fare una surroga o una sostituzione per chiudere il vecchio mutuo, e pagare col nuovo un interesse non relativo a 20 anni, ma a 15 (il 6º anno diventa l'anno 0 di ammortamento col nuovo mutuo).